# Salzburg Open 2022
Il Salzburg Open 2022 è stato un torneo maschile di tennis professionistico. È stata la 2ª edizione del torneo, facente parte della categoria Challenger 125 nell'ambito dell'ATP Challenger Tour 2022, con un montepremi di 134 920 €. Si è svolto dal 4 al 10 luglio 2022 sui campi in terra rossa dell'1. Salzburger Tennis Club di Salisburgo, in Austria.

## Partecipanti

### Teste di serie
| Nazionalità | Giocatore               | Ranking* | Testa di serie |
| ----------- | ----------------------- | -------- | -------------- |
| Francia     | Arthur Rinderknech      | 62       | 1              |
| Serbia      | Dušan Lajović           | 64       | 2              |
| Rep. Ceca   | Jiří Lehečka            | 72       | 3              |
| Spagna      | Roberto Carballés Baena | 87       | 4              |
| Svezia      | Mikael Ymer             | 88       | 5              |
| Brasile     | Thiago Monteiro         | 89       | 6              |
| Argentina   | Facundo Bagnis          | 102      | 7              |
| Spagna      | Fernando Verdasco       | 115      | 8              |

* Ranking al 27 giugno 2022.

### Altri partecipanti
I seguenti giocatori hanno ricevuto una wild card per il tabellone principale:
- Fernando Verdasco
- Dominic Thiem
- Lukas Neumayer

Il seguente giocatore è entrato in tabellone con il ranking protetto:
- Sebastian Ofner

Il seguente giocatore è entrato in tabellone come special exempt:
- Hamad Međedović

Il seguente giocatore è entrato in tabellone come alternate:
- Andrea Arnaboldi

I seguenti giocatori sono passati dalle qualificazioni:
- Filip Misolic
- Facundo Díaz Acosta
- Vitaliy Sachko
- Lucas Miedler
- Ivan Gakhov
- Maximilian Neuchrist

Il seguente giocatore è entrato in tabellone come lucky loser:
- Pol Martín Tiffon

## Campioni

### Singolare
Thiago Monteiro ha sconfitto in finale  Norbert Gombos con il punteggio di 6–3, 7–6(2).

### Doppio
Nathaniel Lammons /  Jackson Withrow hanno sconfitto in finale  Alexander Erler /  Lucas Miedler con il punteggio di 7–5, 5–7, [11–9].